# Nicholls (Familienname)
Nicholls ist der Familienname folgender Personen:
- Agnes Nicholls (1876–1959), britische Sängerin der Stimmlage Sopran
- Anthony J. Nicholls (1934–2020), britischer Historiker
- Aubrey Gordon Nicholls (1904–1986), australischer Biologe
- Bernie Nicholls (* 1961), kanadischer Eishockeyspieler
- Bill Nicholls (* 1993), vanuatuischer Fußballspieler
- Bob Nicholls (* 1975), britischer Paläokünstler und Unternehmer
- Christie Nicholls, US-amerikanische Schauspielerin, Autorin und Stand-up-Comedian
- Craig Nicholls (* 1977), australischer Musiker
- Dan Nicholls (* um 1990), britischer Jazzmusiker
- Daniel Nicholls (* 1990), neuseeländischer Eishockeyspieler
- David Nicholls (* 1966), britischer Schriftsteller
- Donald Nicholls, Baron Nicholls of Birkenhead (1933–2019), britischer Jurist und Politiker
- Douglas Nicholls (1906–1988), australischer Aborigine, Australian-Football-Spieler und Politiker
- Eimear Nicholls (* 1982), irische Triathletin
- Elizabeth Nicholls (1946–2004), amerikanisch-kanadische Paläontologin
- Ezrick Nicholls (* 1999), US-amerikanischer Fußballspieler mit Staatsbürgerschaft von St. Kitts und Nevis
- Francis T. Nicholls (1834–1912), US-amerikanischer Politiker
- George O. Nicholls, Geburtsname von George Nichols (Schauspieler) (1864–1927), US-amerikanischer Schauspieler, Regisseur und Drehbuchautor
- Gwyn Nicholls (1874–1939), walisischer Rugbyspieler
- Harmar Nicholls, Baron Harmar-Nicholls (1912–2000), britischer Politiker
- Henry Nicholls (Forschungsreisender) († vor 1805), britischer Forschungsreisender
- Henry Nicholls (Politiker) (1893–1962), britischer Politiker
- Henry Nicholls (Cricketspieler) (* 1991), neuseeländischer Cricketspieler
- Jack Nicholls (Fußballspieler) (1898–1969), walisischer Fußballspieler
- Jack Nicholls (* 1943), britischer Geistlicher, Bischof der Church of England
- Jamie Nicholls (* 1993), britischer Snowboarder
- John Nicholls (1926–2007), britischer Offizier der Luftstreitkräfte des Vereinigten Königreichs
- John C. Nicholls (1834–1893), US-amerikanischer Politiker
- John Graham Nicholls (1929–2023), schweizerisch-britischer Arzt und Physiologe
- Johnny Nicholls (1931–1995), englischer Fußballspieler
- Josh Nicholls (* 1992), kanadischer Eishockeyspieler
- Kevin Nicholls (* 1979), englischer Fußballspieler
- Linda Nicholls (* 1954), kanadische Theologin und anglikanische Primatin
- Matthias Nicholls († 1687), Bürgermeister von New York City
- Olivia Nicholls (* 1994), britische Tennisspielerin
- Paul Nicholls (* 1979), britischer Schauspieler
- Peter Nicholls (Lexikograf) (1939–2018), australischer Lexikograf und Literaturhistoriker
- Peter Nicholls (Anglist) (* 1950), britischer Literaturwissenschaftler
- Peter Nicholls (Musiker) (* 1959), britischer Sänger, Mitglied von IQ (Band)
- Phoebe Nicholls (* 1957), britische Schauspielerin
- Rachel Nicholls (* 1975), britische Sopranistin
- Rhoda Holmes Nicholls (1854–1930), englisch-amerikanische Malerin
- Ritchie Nicholls (* 1987), britischer Triathlet
- Robert Nicholls (1889–1970), australischer Politiker
- Sally Nicholls (* 1983), britische Schriftstellerin
- Samuel J. Nicholls (1885–1937), US-amerikanischer Politiker
- Sheila Nicholls (* 1970), britische Sängerin, Komponistin und Produzentin
- Stan Nicholls (* 1949), australisch-britischer Schriftsteller
- Thomas Nicholls (Boxer) (1931–2021), englischer Boxer
- Thomas Nicholls (Bildhauer) († 1896), englischer Bildhauer
- Thomas David Nicholls (1870–1931), US-amerikanischer Politiker
- Vernon Nicholls (1917–1996), britischer Geistlicher, Bischof von Sodor und Man
- Wendy Nicholls (* 1937), australische Turnerin, siehe Wendy Grant
- William Henry Nicholls (1885–1951), australischer Botaniker